# Solia
Solia es el nombre de un antiguo municipio romano de la Bética.

## Identificación
La mayoría de los historiadores coincide en afirmar que Solia se corresponde con el actual yacimiento arqueológico de Majadaiglesia, situado al este de la ermita de Nuestra Señora de las Cruces, a cinco kilómetros de la localidad cordobesa de El Guijo, aunque por el momento no se ha hallado en el lugar ninguna confirmación epigráfica que lo demuestre. 

## Trifinio de Villanueva de Córdoba
El indicio más antiguo de la existencia de Solia, y de su localización en el norte de la actual provincia de Córdoba, es el trifinio hallado a principios del siglo XVI en Villanueva de Córdoba, en un pozo llamado pozo de las Vacas, que está situado entre el callejón de este nombre y la calle Torrecampo, a una distancia del pueblo de unos cuatrocientos metros aproximadamente. Dicha piedra se ha conservado bien gracias al hecho de haber sido embutida en el muro de la fachada principal de la iglesia de San Miguel Arcángel de Villanueva de Córdoba. 
El trifinio de Villanueva de Córdoba es un bloque oblongo de granito de un metro y veinticinco centímetros de largo por treinta y cinco centímetros de ancho, con una leyenda escrita en latín que demuestra que fue el hito o mojón divisorio de los términos jurisdiccionales de tres ciudades romanas: Sacili Martialum (que estuvo situado en el paraje llamado Alcurrucén, cercano al municipio cordobés de Pedro Abad), Epora (actualmente Montoro) y Solia. La traducción de la inscripción es la siguiente: 

Trifinio entre los sacilenses, eporenses y solienses confirmado por el emperador César Augusto Adriano con arreglo a la sentencia del juez Julio Próculo.

Es muy posible que el Julio Próculo de la inscripción fuera Cayo Julio Próculo, cónsul sufecto en el 109. La erección del trifinio puede datarse en el periodo 120-121, durante el viaje del emperador Adriano por la Bética. En palabras del padre Fita «El trifinio de Villanueva de Córdoba es, a todas luces, un monumento de sumo precio desde triple punto de vista histórico, jurídico y geográfico». Posteriormente, en el concilio de Elvira o Iliberris aparece como uno de los firmantes Eumancio, sacerdote de Solia, lo que indica que la ciudad habría alcanzado ya en esa época el rango de municipio. Sin embargo, se desconoce si, cuando se erigió el trifinio de Villanueva de Córdoba, Solia tenía el estatus de municipio flavio.

## Época posromana
El enclave de Majadaiglesia continuó teniendo actividad durante la época visigoda, como lo atestiguan numerosos restos arqueológicos encontrados en el lugar, y la presencia en la cercana ermita de Nuestra Señora de las Cruces de un baptisterio por inmersión.